# New Zealand Māori (Rugby League)
New Zealand Māori ist eine Rugby-League-Mannschaft, die auf internationaler Ebene antritt und ausschließlich aus neuseeländischen Ureinwohnern besteht. Im Jahr 2000 nahm das Team als Aotearoa Māori an der Rugby-League-Weltmeisterschaft teil.

## Geschichte
Bereits 1908 bestritt eine Māori-Auswahl ein Rugby-League-Länderspiel gegen Australien. Seit 1974 nimmt das Team am Pacific Cup teil und ist mit vier Titeln dessen Rekordsieger. Im Jahr 2000 wurde das Team für die Teilnahme an der Weltmeisterschaft zugelassen, was eine Kontroverse auslöste, da die New Zealand Māori keine Nationalmannschaft im eigentlichen Sinne sind. Nach einem Auftaktsieg gegen Schottland verlor das Team jedoch seine weiteren Spiele und schied in der Vorrunde aus.